# Filialkirche hl. Nikolaus (Winkl)

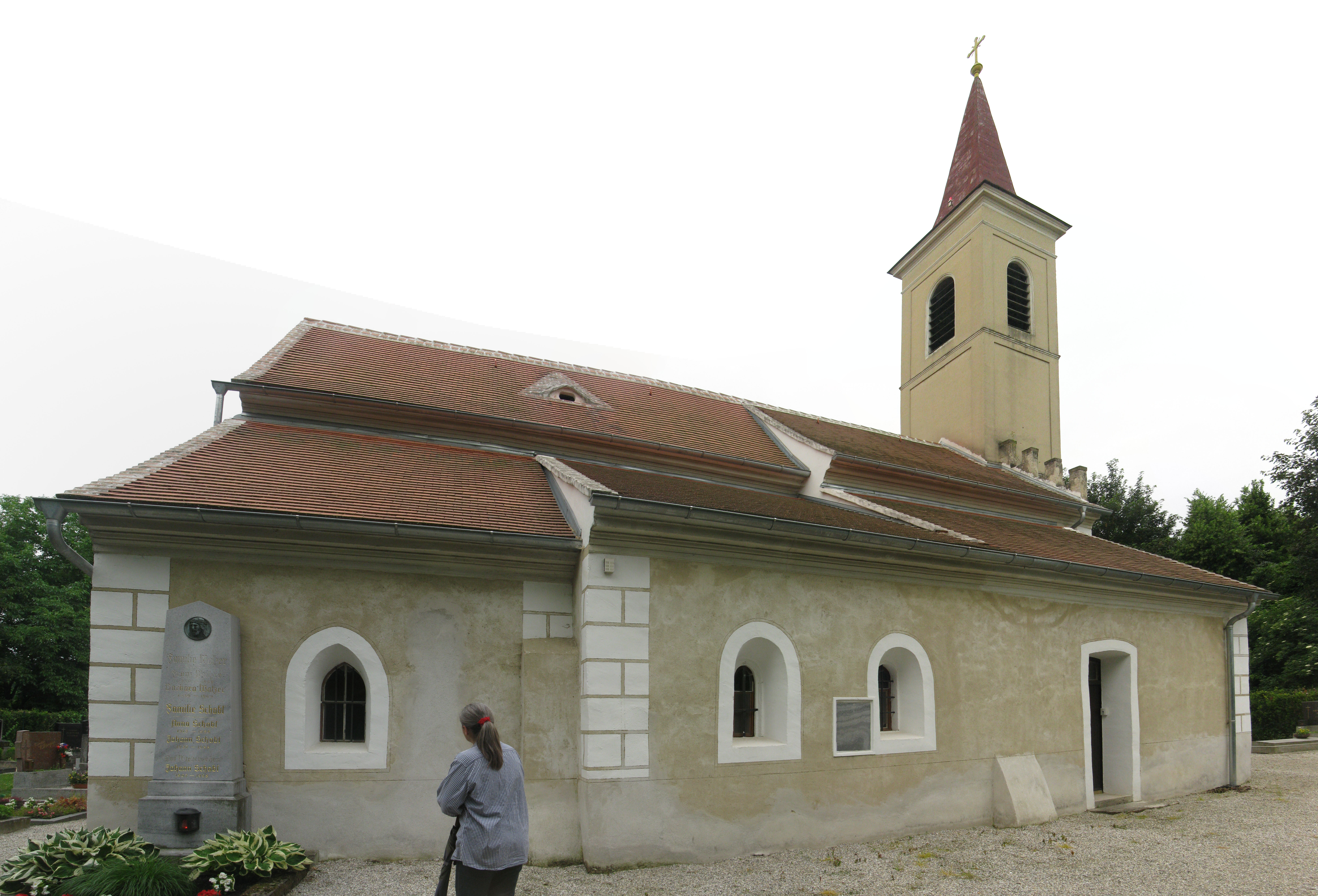
Filialkirche hl. Nikolaus, 2011

Die Filialkirche hl. Nikolaus in dem zur Gemeinde Kirchberg am Wagram in Niederösterreich gehörenden Dorf Winkl ist eine römisch-katholische Kirche, die wahrscheinlich in der ersten Hälfte des 14. Jahrhunderts errichtet wurde. Der frühgotische Bau ist von einem Friedhof umgeben und wurde in der zweiten Hälfte des 19. Jahrhunderts um einen vorgestellten Westturm erweitert.

## Außenbau
An das Langhaus schließt ein gleich hoher und nur wenig schmälerer, gerade geschlossener Chor an. Die Sakristei an der Nordseite sowie das nördliche Seitenschiff haben Pultdächer. Die geritzte Eckquaderung der Fassade stammt aus dem 16./17. Jahrhundert. An der Nordseite, an der Sakristei und am Seitenschiff befinden sich schmale Rundbogenfenster, im Osten ein zweibahniges Maßwerkfenster und im Süden Spitzbogenfenster. Im Norden ist das Gebäude durch ein Spitzbogenportal zugänglich. Der Westturm weist eine Putzgliederung auf und wird von einem Spitzhelm über rundbogigen Schallfenstern bekrönt.

## Innenraum
Das kreuzrippengewölbte Langhaus mit Orgelempore verfügt über ein einjochiges, queroblonges Hauptschiff und ein etwas schmäleres, zweijochiges Seitenschiff, das mit dem Hauptschiff durch spitzbogige Maueröffnungen verbunden ist, und eine gotische Sessionsnische mit Kleeblattbogen aus der ersten Hälfte des 14. Jahrhunderts. Der Chor hat zwei Joche und einen spitzbogigen Triumphbogen. Die Sakristei und das Erdgeschoß des Turms sind mit Tonnengewölben eingedeckt.

## Einrichtung
Der frühbarocke Hochaltar aus dem dritten Viertel des 17. Jahrhunderts – mit Säulenaufbau, gesprengtem Giebel und Opfergangsportalen mit gemalten Feldern – verfügt über ein mit Klimesch 1801 bezeichnetes Altarblatt hl. Nikolaus, ein Oberbild Gnadenstuhl, Figuren der Heiligen Josef, Katharina, Antonius und Barbara sowie ein von Putti bekröntes Tabernakel. Zur weiteren Ausstattung zählen eine neugotische Orgel, gotische Figuren: eine Maria mit Kind vom Anfang des 15. Jahrhunderts und ein Heiliger Sebastian, eine barocke Heilige Anna aus der ersten Hälfte des 18. Jahrhunderts, ein barockes Kruzifix sowie ein Grabstein mit Ritzkreuz aus dem 14. Jahrhundert.